# Taite
Taite (v asirskih virih Taidu) je bila ena od dveh prestolnic Mitanskega kraljestva. Njena natančna lokacija ni znana. Domneva se, da je bila v dolini reke Habur. Italijanski  strokovnjak Mirjo Salvini, domneva da so njeni ostanki skriti pod gričem Tell Hamidiya v Siriji. 
Taite je bila od začetka 14. stoletja pr. n. št. začasna prestolnica kraljev, ki so vladali v zahodnem delu države,  medtem ko je kralj Tušrata vladal iz Vašukanija. Takšno stanje je trajalo do leta 1340 pr. n. št., ko je vzhodno dinastijo odstavil hetitski kralj Šupiluliuma I.
Taite je ponovno postala prestolnica Mitanija pod kraljem in asirskim vazalom Vasašatto, ki je zgradil namakalne kanale in postavil nekaj stel. Njegov upor proti asirskemu kralju Adadnirariju I. (vladal okoli 1295-1263 pr. n. št.) so Asirci zatrli in ga s celo družino odpeljali v Asirijo. Kasnejša zgodovina mesta ni znana.